# Ibišek súdánský

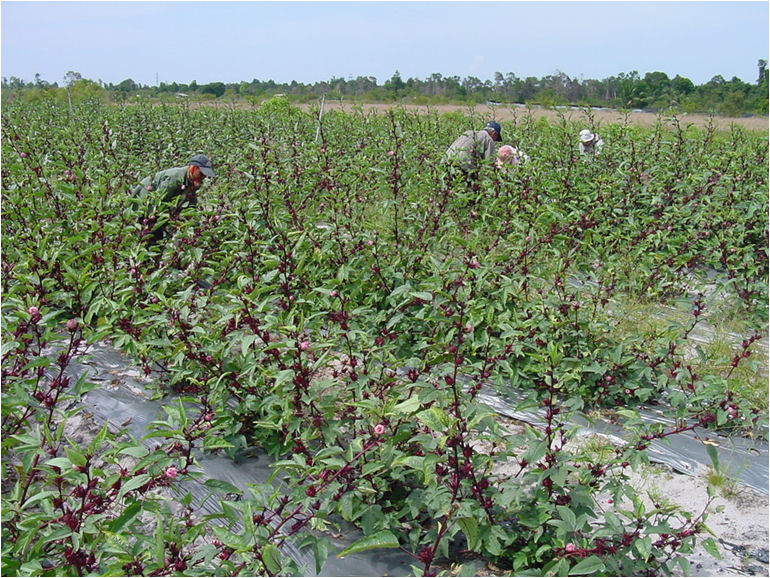
Plantáž s ibiškem súdánským

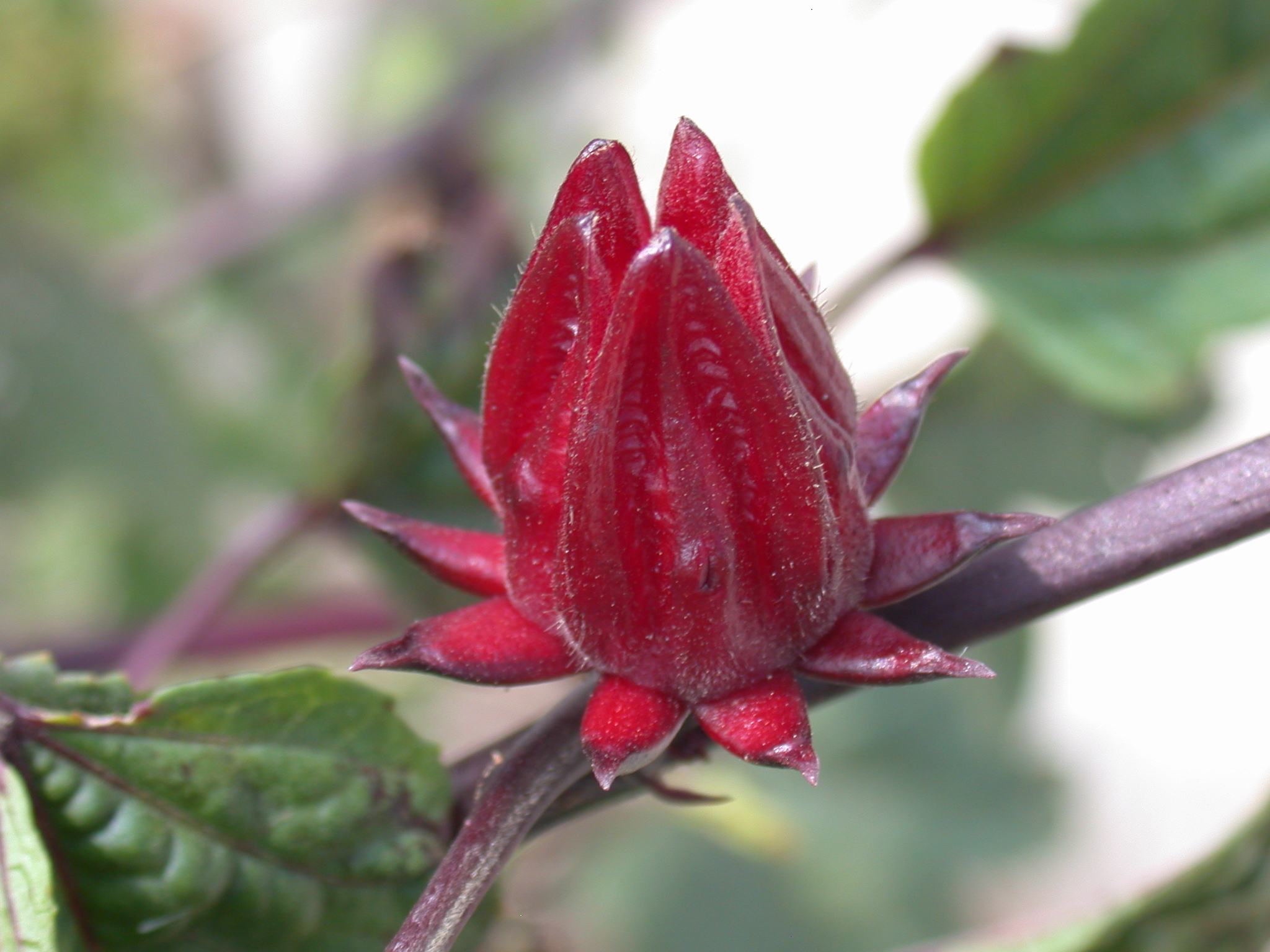
Kalich s kalíškem

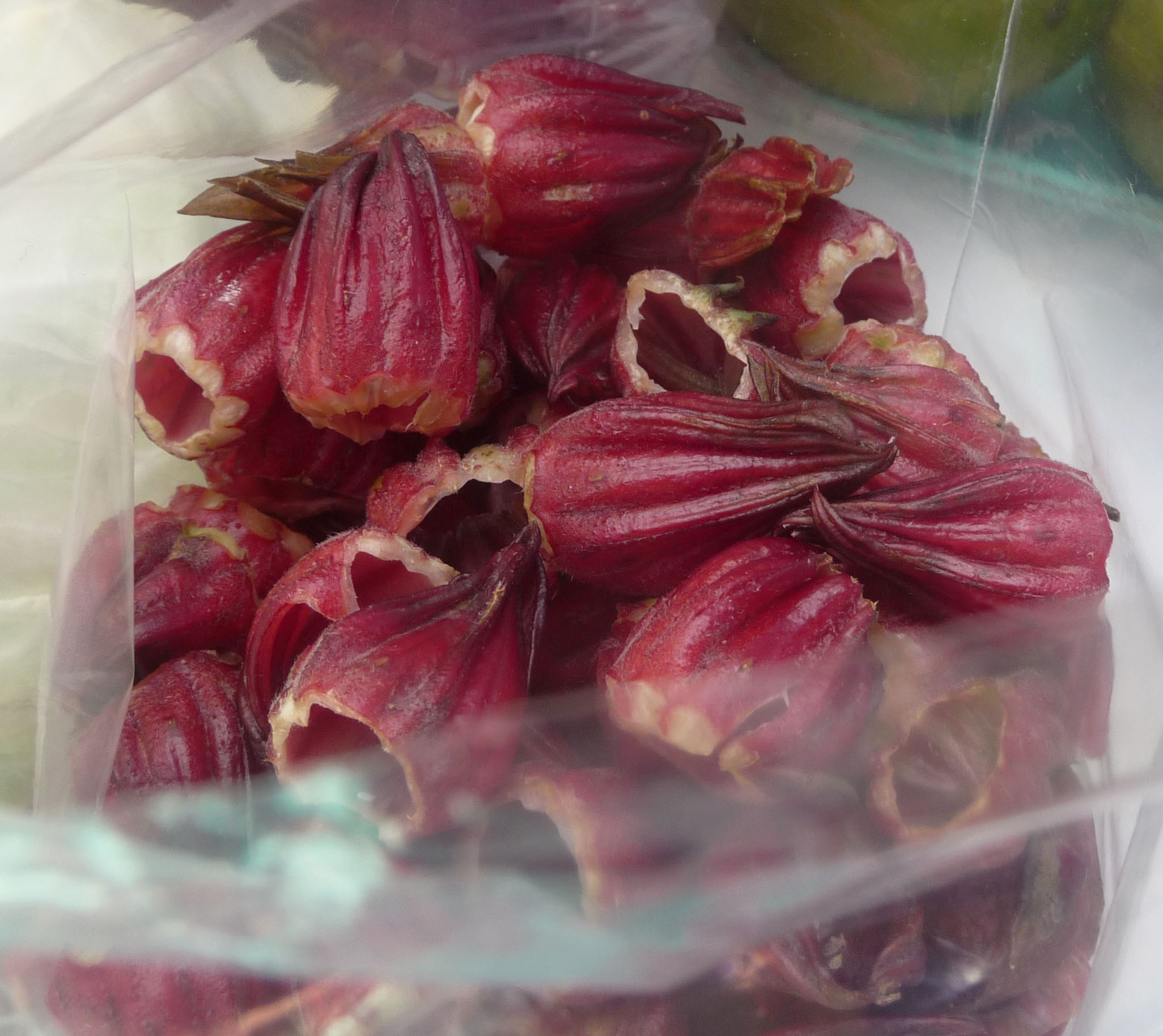
Dužnaté kalichy

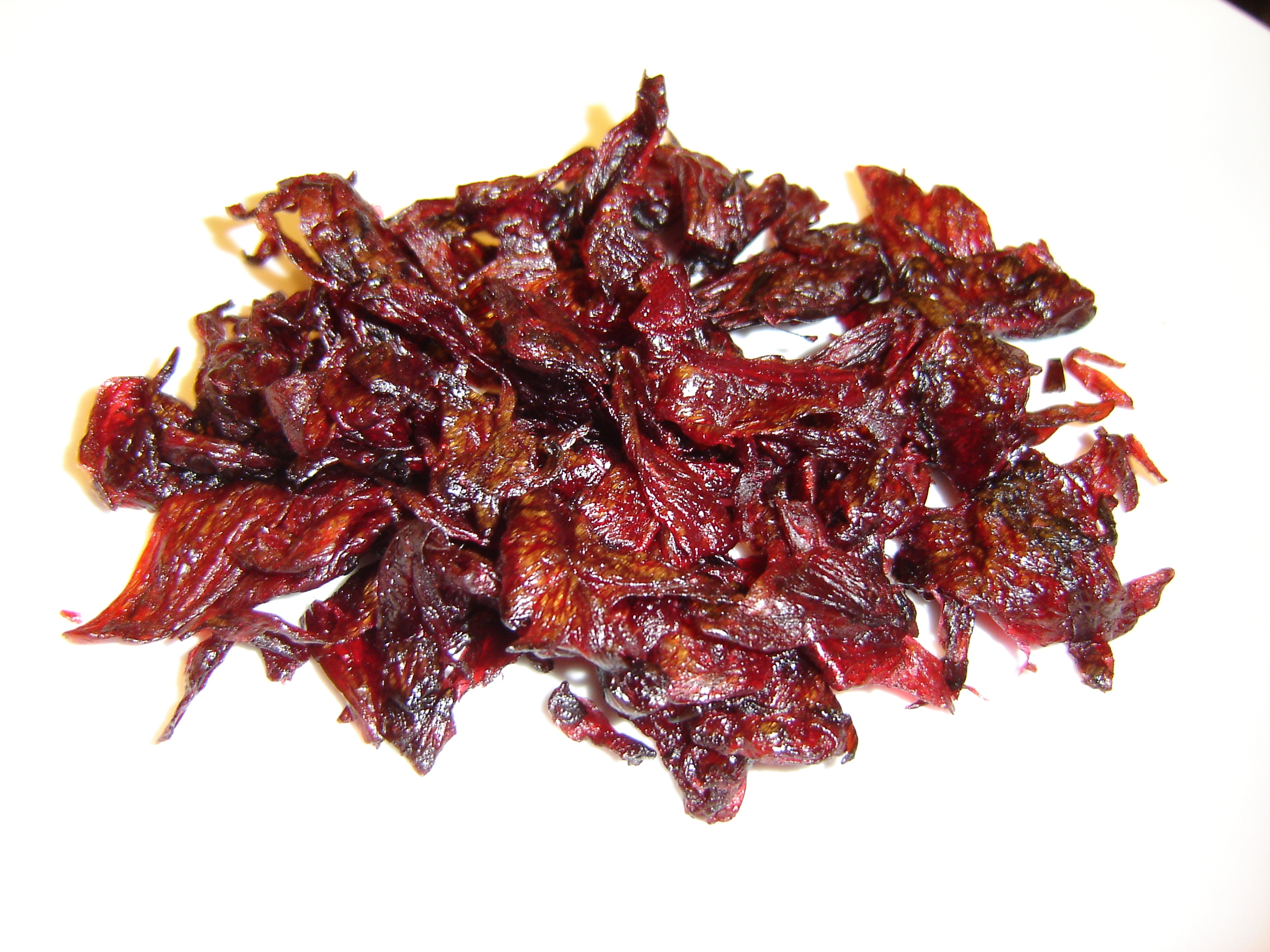
Vzduchem usušené kalichy

Ibišek súdánský (Hibiscus sabdariffa) je tropická jednoletá rostlina vysoká 1 až 4 m s výraznými červenými nebo nažloutlými květy. Vyskytuje se ve dvou varietách:
- Hibiscus sabdariffa L. var. sabdariffa, je nižšího vzrůstu, má větvenou a chlupatou lodyhu vysokou obvykle do 1,5 m. Pěstuje se převážně v Africe a Americe pro dužnaté květní kalichy, využívané jako poživatiny a exportované i do Evropy.
- Hibiscus sabdariffa L. var. altissima, má lodyhu vysokou 3 až 5 m a větvenou až nahoře. Jeho štětinaté kalichy nabývají po odkvětu pouze málo na objemu a nevyužívají se, kdežto lýko lodyhy se v Asii používá jako zdroj pevné vlákniny pro místní potřebu. Z vlákna, které mívá délku až 2 m, se vyrábějí rozličné šňůry, motouzy, splétají se do lan a tká se z nich hrubá pytlovina nahrazující jutu.[1][2]

## Rozšíření
Ibišek súdánský byl sice popsán z Indie, je ale původním druhem na severozápadě, středozápadě a západě tropické Afriky. Odkud byl rozšířen i do zbylých afrických oblastí s tropickým podnebím, stejně jako na Indický subkontinent a do oblastí jižní Číny a Indočíny. S osídlováním Ameriky byl s dovozem afrických otroků rozšířen do oblasti Karibiku a odtud i na pevninskou Střední Ameriku, včetně severozápadní Jižní Ameriky. Později byla rostlina zavlečena i do severní Austrálie a na některé ostrovy v Tichomoří.

## Ekologie
Bylina je citlivá na délku fotoperiody, během růstu potřebuje den delší než 13,5 hodiny a kvete až při zkrácení dne pod 11 hodin. Pro zdárný vývoj je nutná teplota v rozmezí 18 až 35 °C, při 14 °C se její růst zastaví a po dvou týdnech při této teplotě rostlina zajde, při 10 °C dojde k úhynu již po dvou či třech dnech. Jedná se o alotetraploidní rostlinu, křížence, který má dvě diploidní sady chromozomů získaných od odlišných druhů ibišků, jednu pravděpodobně od Hibiscus asper a druhou zdědila asi od Hibiscus mechowii. Celkový počet chromozomů 2n = 72 a stupeň ploidie x = 4.
Plané rostliny ibišku súdánského se vyskytují v savanových pastvinách a otevřených lesích. Na plantážích jsou pěstované šlechtěné rostliny s hlubokým kořenovým systémem, jež nejsou tolerantní k zastínění a jsou spíše odolné vůči suchu než vlhku. Rostou v široké škále typů půd, z nichž nejlepší jsou hluboké, retenční, drobivé hlíny. Bylinám se daří v oblastech, kde ročně spadne 800 až 1600 mm srážek, z toho v období vegetativního růstu měsíčně nejméně 100 až 150 mm. Období sucha nastávající během posledních měsíců růstu podporují dobrou produkci květů, zatímco nadměrné srážky nebo mlžná vlhkost mohou jejich kvalitu snížit. Květy se sklízejí po pěti až šesti měsících od výsadby, kdežto rostliny pěstované pro vlákna asi po deseti měsících.

## Popis
Jednoletý, vzpřímený, hustý, hluboce kořenící bylinný polokeř vysoký 1 až 4 m, s lodyhou přímou nebo vystoupavou, nachovou či řidčeji zelenou, úplně lysou nebo řídce chlupatou. Robustní, hladká, válcovitá lodyha je střídavě porostlá listy s řapíky dlouhými 2 až 8 cm a nitkovitými palisty do 1 cm. Téměř lysá listová čepel je velká až 15 × 15 cm, v obryse bývá okrouhlá až eliptická, na bázi zaoblená a má tří až pět úzce eliptických, mělkých až hlubokých, po okraji pilovitých laloků.
Květy jsou oboupohlavné, pětičetné, pravidelné, vyrůstají v paždí listů jednotlivě přisedle nebo na stopkách až 2 cm dlouhých. Květ má kalíšek s osmi až dvanácti čárkovitými nebo trojúhelníkovitými lístky dlouhými až 18 mm. Zvonkovitý kalich je v době květu dlouhý 2 cm, jeho pět kožovitých lístků je vejčitých až vejčitě kopinatých, zelených, zelenočervených či červených. Bývají téměř do třetiny srostlé, na vnější straně mají nápadnou střední žilku, ve spodu lístků jsou na vnější straně žlázky produkující nektar. V době zrání plodu se kalich, obklopující vznikající tobolku, zvětšuje až do velikosti 5 cm a stává se masitý a šťavnatý. Pětičetná koruna velká až 12 cm má pět volných, obvejčitých lístků, velkých až 5 × 3,5 cm, jež jsou světle žluté nebo světle růžové a mají tmavě purpurový střed; když na konci dne usychají dostávají růžovou barvu. Květ obsahuje četné tyčinky s prašníky sjednocené do růžového sloupku dlouhého až 2 cm. Horní pětidílný semeník nese pět čnělek s hlavatými bliznami, které jsou umístěné těsně nad prašníky s viskózním pylem. Květ kvete obvykle pouze jeden den, je samosprašný a jeho prašníky dozrávají a uvolňují pyl ještě před ranním otevřením květů. Opylovány bývají větrem nebo hmyzem přilétajícím pro pyl a nektar.
Plod je hnědá, mnohosemenná, vejčitě kulovitá tobolka o průměru asi 1,5 cm, která je obklopena zvětšeným zdužnatělým kalichem. Semena dozrávají na rostlině postupně odspodu za dva až tři měsíce po opylení. V době zralosti se tobolka rozevírá a uvolňuje ze svých pěti oddílů po třech nebo i více ledvinovitých, až 3 mm velkých hnědých semenech, jež klíčí epigeálně. Hmotnost tisíce semen bývá okolo 26 gramů.

## Rozmnožování
Rostliny se množí semeny nebo řízky, druhá metoda je rychlejší, ale vyprodukuje se při ní méně květů. Semena se vysévají na začátku období dešťů na stanoviště do hnízd po čtyřech až šesti, po vývinu dvou či tří listů se rostliny vyjednotí na vzdálenost 1 m. Řízky z matečních rostlin se odřezávají dlouhé 7 až 10 cm a sázejí se přímo na stanoviště do vlhké půdy. Rostliny pěstované na vlákno se vysévají hustěji, aby vyprodukovaly co nejdelší a málo větvené stonky s minimem listů.

## Význam
Přibližně po třech týdnech od začátku kvetení jsou prvé květy připravené ku sběru, kalich se ručně strhává z malých tobolek obsahující zárodky semen, pravidelný sběr prodlužuje dobu kvetení. Masitý kalich i kalíšek jsou jedlé, konzumují se čerstvé nebo se suší na čaj. Čerstvé se používají k výrobě osvěžujících ledových nápojů, obsahují hodně pektinu a barviva, vyrábí se z nich sirup, želatina, marmeláda, pudink, slouží k zahuštění omáček, dezertů, pečou se z nich koláče nebo se používají k výrobě vína. Jsou také společně s mladými listy a křehkými stonky pojídány jako zelenina, mají nakyslou chuť po brusinkách. Obsahují velké množství vápníku, niacinu, riboflavinuu a železa. Květy rostliny jsou zdrojem pylu a nektaru pro výrobu medu.
Kalichy bez semeníků se z rostlin ručně sklízejí před dozráním semen, jinak obsahují chlupy z tobolek. Rostlina vyprodukuje od 1 po 7 kg čerstvých kalichů, po usušení na vzduchu se jejich hmotnost asi desetinásobně sníží, suché květy pouštějí barvu a chuť jen po povaření. Z čerstvých květů se vyrábí přírodní potravinářské barvivo, ze semen se lisuje olej pro průmyslové či kosmetické využití nebo slouží jako krmivo pro drůbež a dobytek. Pražená semena se používají jako náhražka kávy, a protože obsahují hodně bílkovin, bývají po rozdrcení vařená v polévkách a omáčkách. Jako zelenina se sklízejí a konzumují mladé lodyhy s listy. Suché lodyhy se užívají přímo jako palivo nebo se z nich vyrábí náhražkové dřevěné uhlí.
Rostliny pěstované pro vlákno se sklízejí později, ale ještě za květu, tehdy dávají nejkvalitnější vlákninu. Po odlistění se máčejí svázané do snopů ve vodních lázních po dobu osmi až sedmnácti dnů a poté se zbaví kůry. Rozmělněné lodyhy se roztlučou a jemná vlákna se spřádají a navíjejí do přaden. Na vlákno se zužitkuje pouze do 10 % z hmoty rostliny, zbylá biomasa zůstává nevyužitá.